# Museo de Historia de la Computación
El Museo de Historia de la Computación (MuseoHC) fue inaugurado el 1 de Junio de 2017 en la céntrica plaza de San Juan de Cáceres y en la actualidad se encuentra en la localidad cacereña de Majadas de Tiétar.
El objetivo del museoHC es el de divulgar la historia de la computación, documentar, recopilar, referenciar, restaurar y exponer hardware y software, tanto analógico como digital, para que los visitantes conozcan el origen de la revolución de la información.

## Estructura
El edificio dispone de una amplia sala de exposición de computadoras, biblioteca, recepción y taller de restauración.

## Colección
La colección se compone de más de 450 computadoras diferentes
  y se divide en varias secciones:

### Computadoras de gran escala
Mainframes y supercomputadores de marcas como IBM, Cray, Univac, Honeywell...

### Minicomputadoras
Servidores y estaciones de trabajo como Digital DEC PDP, IBM, Wang...

### Estaciones de trabajo
Next, Intergraph, HP, NCR...

### Computadoras personales
Ordenadores personales como el Altair, IMSAI, Apple 1, Apple 2, Commodore Pet, Radio-Shack TRS-80...

### Calculadoras Mecánicas y electrónicas
Diferenciadas en calculadoras sencillas, científicas y programables.

### Videojuegos
Videoconsolas y juegos

### Software
Sistemas operativos y aplicaciones

### Biblioteca
Manuales y libros relacionados con la informática

## Actividades paralelas
El museoHC mantiene una programación de actividades de muy diversos tipos dirigidas a distintos públicos como cursos, talleres para niños, reuniones y concursos relacionados con la retroinformática.

## Galería

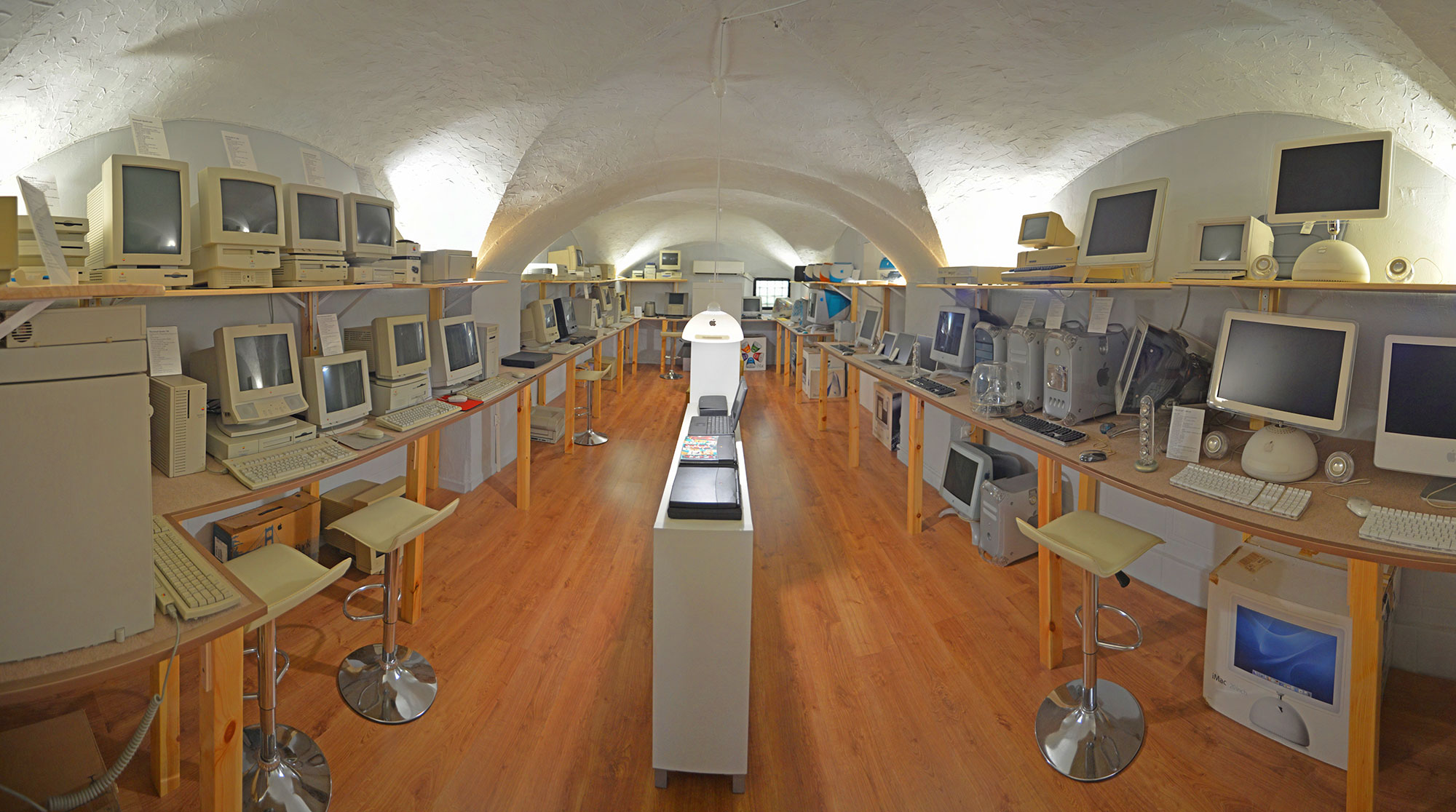
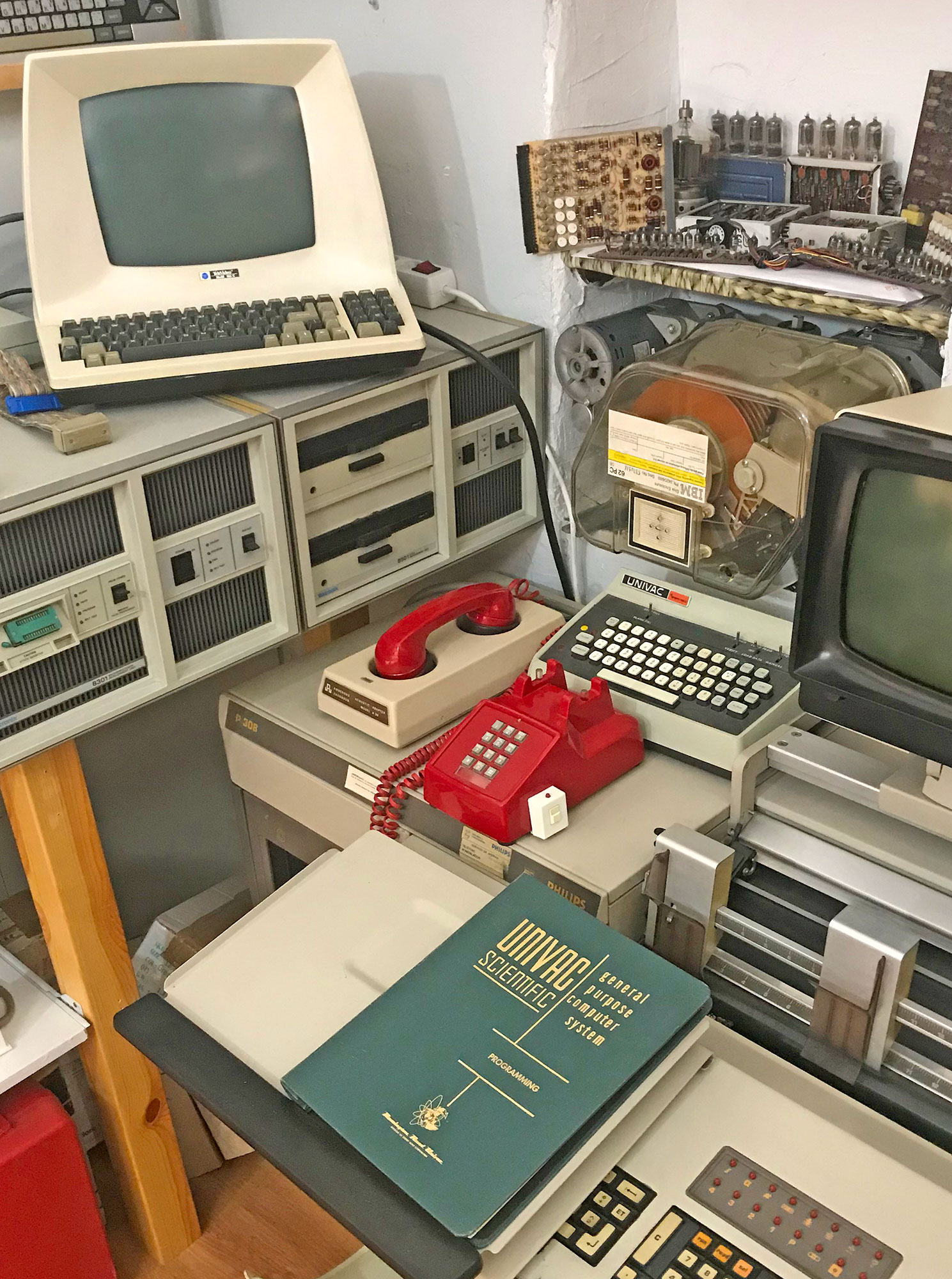
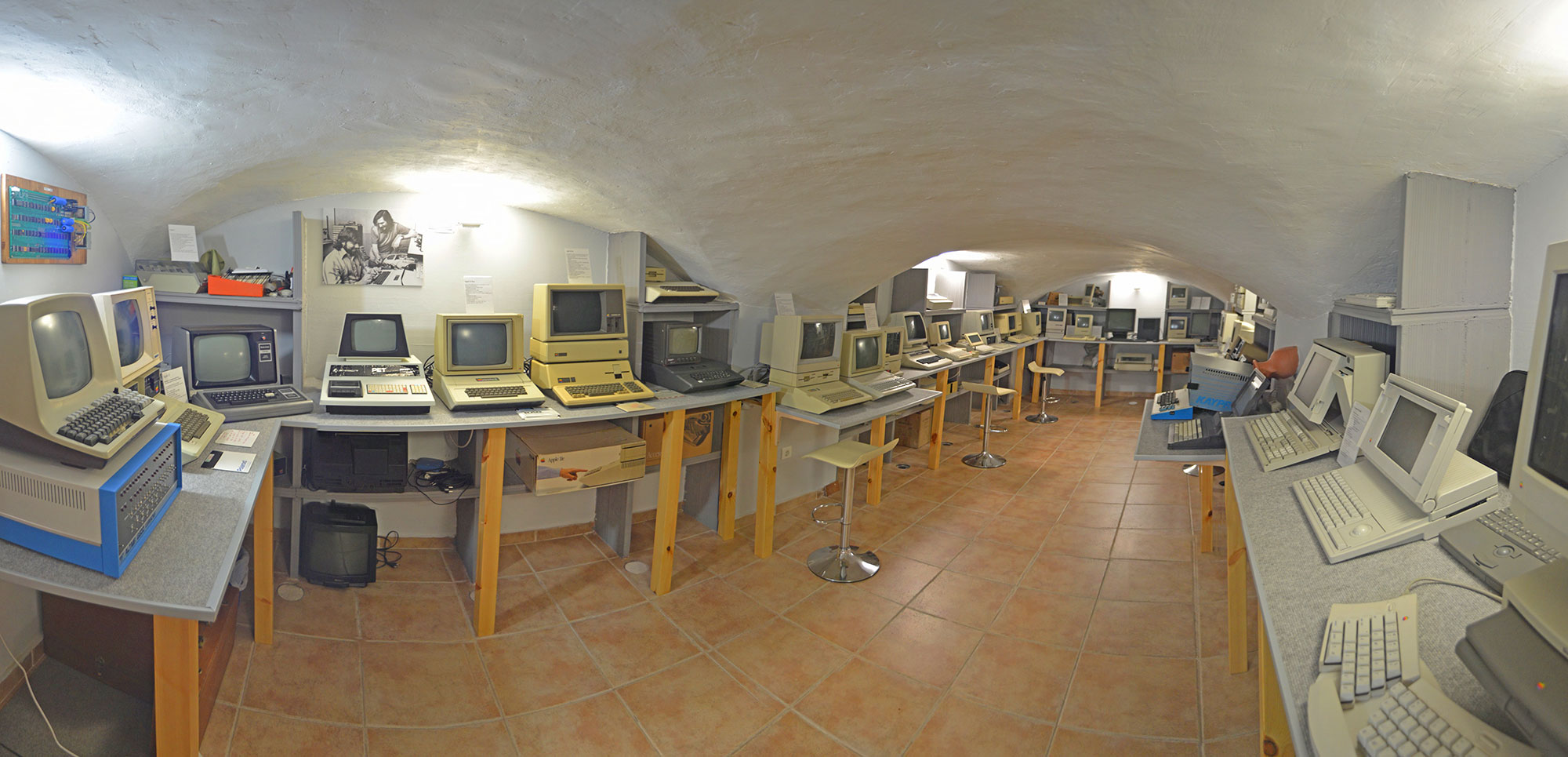

## Enlaces.externos
- Wikimedia Commons alberga una categoría multimedia sobre Museo de Historia de la Computación.
- Web oficial del Museo
- Asociación de Amigos del MuseoHC
- Facebook
- Canal Youtube
- Web Turismo Cáceres de la Diputación
- Web Turismo de Extremadura

- Datos: Q107611885
- Multimedia: Museo de Historia de la Computación / Q107611885